# Zhu Yangzhu
Zhu Yangzhu (chinesisch 朱楊柱 / 朱杨柱, Pinyin Zhū Yángzhù; * September 1986 in Datun, Provinz Jiangsu) ist ein chinesischer Hochschuldozent und Raumfahrzeugführer der Stufe IV beim Raumfahrerkorps der Volksbefreiungsarmee.

## Jugend und Studium
Zhu Yangzhu wurde im September 1986 im Clandorf Zhudazhuang (朱大庄村) der damaligen Großgemeinde Datun (seit 2014 ein Straßenviertel) des Kreises Pei der bezirksfreien Stadt Xuzhou, Provinz Jiangsu, als ältester von drei Söhnen einer einkommensschwachen Bauernfamilie geboren. Ab dem Alter von acht Jahren half er im elterlichen Betrieb mit und beaufsichtigte nach Schulschluss bis Sonnenuntergang die weidenden Ziegen, während er gleichzeitig die Hausaufgaben erledigte.
Als Jugendlicher wollte er eigentlich Pilot werden und bewarb sich in der Oberstufe des Gymnasiums bei der Luftwaffe. Dort bestand er den Auswahlprozess jedoch nicht. Daraufhin trug er beim Abitur auf Anraten von Lehrern und Eltern als Wunschhochschule die Universität für Wissenschaft und Technik der Landesverteidigung in Changsha ein.
Zhu Yangzhu schnitt beim Abitur sehr gut ab und wurde im September 2005 ohne weitere Aufnahmeprüfung in Changsha angenommen. Wie alle Studenten seit dem Studienjahr 1989/1990 wurde er mit der Aufnahme in die der Zentralen Militärkommission unterstehende Universität automatisch Soldat bei den Landstreitkräften der Volksbefreiungsarmee, obwohl er an der Fakultät für Luft- und Raumfahrttechnik Flugkörperkonstruktion (飞行器系统与工程) studierte.
Er erhielt neben freier Unterkunft und Verpflegung auch noch eine Beihilfe zum Lebensunterhalt (补贴), was bei aktiven Soldaten der Sold wäre. Letzteres konnte er weitgehend sparen und nach Hause schicken, um die Studiengebühren zu subventionieren, die der zweitälteste Sohn an der Polytechnischen Universität Harbin zu entrichten hatte. Im Dezember 2006 trat Zhu Yangzhu in die Kommunistische Partei Chinas ein.

## Forschung und Lehre
Im 4. Studienjahr, als er sich gerade auf seine Diplomprüfung vorbereitete, erfuhr Zhu Yangzhu, dass die Luftwaffe unter Hochschulabsolventen Piloten anwarb. Daraufhin bewarb er sich erneut für eine fliegerische Laufbahn. Diesmal bestand er die meisten Tests bei der Einstellungsprüfung, scheiterte dann jedoch am Ende doch noch. Er blieb an der Universität für Wissenschaft und Technik der Landesverteidigung, promovierte und widmete sich anschließend der Forschung, zunächst auf dem Gebiet der Aerodynamik, dann auf dem Gebiet der Fluiddynamik. Damit hatte sich sein Fachgebiet von der Luftfahrt zur Raumfahrt verschoben, und als 2017 die aus der Akademie für Ausrüstungswesen der Volksbefreiungsarmee hervorgegangene Hochschule für Raumfahrttechnik der Strategischen Kampfunterstützungstruppe mit Hauptsitz in Huairou nördlich von Peking gegründet wurde, wechselte er als außerordentlicher Professor (副教授) dorthin. Beim Heer hatte er mittlerweile den Dienstgrad eines Oberst erlangt.

## Dienst im Raumfahrerkorps
Am 23. April 2018 starteten das Büro für bemannte Raumfahrt und das Chinesische Raumfahrer-Ausbildungszentrum im Zusammenhang mit der damals in Entwicklung befindlichen Chinesischen Raumstation eine Anwerbungskampagne für einen dritten Raumfahrer-Jahrgang. Anders als bei den Auswahlgruppen 1998 und 2010 wurden nun nicht mehr nur Kampfpiloten gesucht, sondern auch Ingenieure, die für Wartung und Reparatur der Station benötigt wurden, sowie Wissenschaftler von chinesischen Forschungsinstituten und Universitäten, die die Nutzlasten betreuen sollten.
Eine der hierfür kontaktierten Einrichtungen war die Hochschule für Raumfahrttechnik. Zhu Yangzhu meldete sich sofort, hatte aber angesichts seiner zweimal gescheiterten Bewerbungen für den fliegerischen Dienst keine große Hoffnung, angenommen zu werden. Diesmal bestand er jedoch den dreistufigen Auswahlprozess und wurde im September 2020 in das Raumfahrerkorps der Volksbefreiungsarmee aufgenommen. Die offizielle Vereidigung fand am 1. Oktober 2020 statt, dem chinesischen Nationalfeiertag.
Am 29. April 2021, ein halbes Jahr nach der Vereidigung, begann mit dem Start des Kernmoduls Tianhe der Bau der Chinesischen Raumstation. Die Auswahlgruppe 2020 hatte relativ wenig Zeit zur Verfügung, um sich auf ihre Missionen vorzubereiten – als Bauzeit für die Station waren nur anderthalb Jahre angesetzt. Die Wissenschaftler in der Gruppe hatten jedoch gegenüber den Kampfpiloten der frühen Jahre den Vorteil, in Bezug auf Höhere Mathematik, Flugdynamik etc. bereits über gute Vorkenntnisse zu verfügen. So konnte Zhu Yangzhu die Unterrichtseinheit zur theoretischen Mechanik an einem Vormittag beenden. In seiner Funktion als Ingenieur ist Zhu Yangzhu vor allem für Wartung und Reparaturen zuständig, sowohl an den Systemen der Raumstation als auch an den Laborschränken.
Die Außennutzlasten werden in der Regel mit einem mechanischen Arm montiert, ohne dass die Raumfahrer die Station verlassen müssen. Manche Nutzlasten passen jedoch nicht in die standardisierten Stecksockel, und es sind auch nach dem Abschluss der Bauphase weiterhin Außenbordeinsätze nötig.
Hierfür musste Zhu Yangzhu wie alle seine Kollegen im Wasserbecken trainieren, was an sich sehr anstrengend ist. Da er jedoch in guter körperlicher Verfassung war, fiel ihm das Unterwassertraining relativ leicht.
Im Juni 2022 wurde Zhu Yangzhu als Bordingenieur für die Mission Shenzhou 16 ausgewählt, am 30. Mai 2023 startete er vom Kosmodrom Jiuquan zur Chinesischen Raumstation. Zusammen mit ihm flogen als Kommandant Jing Haipeng, der mit bis dahin drei Einsätzen, darunter einem Monat im Raumlabor Tiangong 2, über sehr viel Erfahrung verfügt, und als Nutzlastexperte Gui Haichao von der Universität für Luft- und Raumfahrt Peking. Am 20. Juli 2023 führte Zhu Yangzhu zusammen mit Jing Haipeng einen etwa achtstündigen Außenbordeinsatz durch, der um 13:40 Uhr UTC beendet war. Dabei setzten die beiden eine Außenkamera am Kernmodul Tianhe sowie zwei Außenkameras am Wissenschaftsmodul Mengtian auf höhere Sockel. Zhu Yangzhu war damit der erste Raumfahrer Chinas, der ohne eine vorherige Kampfpiloten-Ausbildung einen Außenbordeinsatz absolvierte.

## Veröffentlichungen (Auswahl)
- Structures and aero-optical effects of supersonic flow over a backward facing step with vortex generators zusammen mit Shihe Yi, Haolin Ding, Wansheng Nie, Zhongwei Zhang, in European Journal of Mechanics - B/Fluids 74(1), doi:10.1016/j.euromechflu.2018.09.003, 2018 online
- Visualisation on supersonic flow over backward-facing step with or without roughness zusammen mit Shihe Yi, Dundian Gang, Lin He, in Journal of Turbulence 16(7): S. 633–649, doi:10.1080/14685248.2015.1021473, 2015 online
- Instantaneous and time-averaged flow structures around a blunt double-cone with or without supersonic film cooling visualized via nano-tracer planar laser scattering zusammen mit Yi Shihe, He Lin, Lifeng Tian, Zhou Yongwei, 2014, online
- Experimental investigation on aero-optical aberration of the supersonic flow passing through an optical dome with gas injection zusammen mit Yi Shihe, Chenzhi, Ge Yong, Wang Xiaohu in Acta Physica Sinica -Chinese Edition- 62(8), doi:10.7498/aps.62.084219, 2014 online
- Experimental investigation on aero-optical aberration zusammen mit Yi Shihe, 2014, online
- Simultaneous density and velocity measurements in a supersonic turbulent boundary layer zusammen mit Yi Shihe, He Lin, Lifeng Tian, Wang Cong, 2014 online